# 레오 아프리카누스
레오 아프리카누스(라틴어: Joannes Leo Africanus, Johannes Leo, 이탈리아어: Giovanni Leone, 1494년 ~ 1554년)는 유럽과 북아프리카를 오가면서 활동한 아랍의 외교관이자, 작가, 탐험가로, 본명은 알하산 이븐 무함마드 알와잔 알파시(al-Hasan ibn Muhammad al-Wazzan al-Fasi, 아랍어:حسن ابن محمد الوزان الفاسي)이다. 그는 북아프리카의 지리를 묘사한 지리서인 《아프리카의 설명》(이탈리아어: Descrittione dell’Africa)으로 유명하다.

## 생애
아프리카누스의 삶에 대해 알려진 내용의 대부분은 그 자신의 작품 속의 기록으로부터 찾아낸 것이다. 
레오 아프리카누스는 1494년경 이슬람 국가 나스르 왕조의 영토였던 스페인 그라나다에서 부유한 검량사의 아들로 태어났다. 그가 태어난 지 얼마 지나지 않아 그라나다가 스페인과 포르투갈의 공격받자, 가족은 모로코 지역 페스로 이주했다.
아프리카누스는 페즈에 있는 알 카라윈 대학교에서 수학했다. 청년 시절, 외교 임무를 수행 중인 삼촌과 마그레브까지 동행하면서, 당시 송가이 제국의 일부였던 팀북투까지 여행했다. 1517년엔 페스의 술탄인 무하마드 2세를 대신해 외교 임무를 수행하고 이스탄불에 돌아온 후, 정복 사업이 진행 중이던 로제타로 갔다. 카이로와 아스완을 통과해 홍해를 건너, 아라비아반도의 메카까지 여행했다. 
1518년 튀니지로 돌아오던 중 제르바섬 근처나 크레타 가까이에서 그는 스페인 커세어(corsair, 해적)에게 붙잡혔다. 로마로 옮겨져 산탄젤로성에 수감되었지만, 이내 풀려나 교황 레오 10세를 알현했다. 1520년 그는 성 베드로 대성당에서 세례를 받고 로마 가톨릭으로 개종하고, 이슬람교와 그리스도교 두 세계를 연결하는 학자로 변신한다. 교황 레오 10세는 오스만 제국의 군대가 시칠리아섬과 남부 이탈리아를 침략할지 모른다는 두려움을 품었다. 이 때문에 레오 아프리카누스는 교황청으로부터 환영받았을 뿐 아니라, 자발적으로 협력해 북아프리카에 관한 유용한 정보를 제공했을 것으로 보인다. 

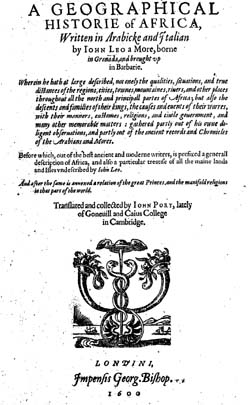
아프리카에 관한 레오 아프리카누스의 책의 1600년 영어판 표제지.

이후 아프리카누스는 로마를 떠나 약 4년간 이탈리아반도 곳곳을 여행하며 보냈다. 볼로냐에 머무는 동안 그는 아랍어-히브리어-라틴어 의학 단어집을 작성했다. 현재는 그중 아랍어 부분 8쪽만 현재까지 남아 있다. 
1526년 아프리카누스는 로마로 돌아왔다. 레오의 기록에 따르면, 같은 해 아프리카의 지리에 관한 원고를 완성했다. 이 책의 이탈리어판은 1550년 베네치아 공화국에 있는 출판사 조반니 바티스타 라무시오에서 《아프리카 지리지(Della descrittione dell’Africa et delle cose notabili cheiui sono, per Giovan Lioni Africano)》라는  제목으로 출판됐다. 아프리카의 지리와 생활, 생태를 다룬 기념비적인 책인 이 책은 매우 인기가 있어 5번 재쇄를 찍었고, 다른 언어로 번역됐다. 1556년 프랑스어판과 라틴어판은 출판되었고, A Geographical Historie of Africa라는 제목으로 1600년에 영어판이 출판되었다. 이때 많은 실수와 오역이 포함된 라틴어판이 영어판 번역에 사용되었다. 이 책의 인기 덕분에 그는 레오 아프리카누스라는 이름을 얻었다.
레오 아프리카누스는 그가 기술한 그 모든 장소를 방문하지 않았고, 다른 여행자들로부터 얻은 정보에 의존하는 경우가 많았다. 특히, 그가 하우사족과 보르누 왕국을 방문했는지는 의심스럽다. 어쩌면 그는 사하라 사막을 횡단한 적이 없고, 모로코에서 만났던 다른 여행자들 정보에 의존했을 가능성이 있다.
그가 팀북투를 방문했을 당시, 그곳은 학문으로 유명한 번성한 이슬람교의 도시였다. 팀북투는 유럽인들이 접근하기 어려운 도시 중 하나였다. 그러나 아프리카누스가 방문할 당시, 그곳은 무역업자들이 아프리카의 생산품, 금, 날염된 목화, 노예와 이슬람 서적 등을 거래하던 무역 중심지였다. 
레오의 이후 행적에 대해서는 알려진 것이 없다. 한 전승에 따르면, 그는 1527년에 있었던 사코 디 로마 이후, 로마를 떠나 다시 북아프리카에 정착했고, 이슬람교로 재개종했다. 1554년 튀니지에서 죽었다. 

## 소설
아민 말루프(Amin Maalouf)의 《레오 아프리카누스》는 아프리카누스의 기록에서 빈 곳을 메우는 소설이다. 소설은 레오 아프리카누스가 자기 삶을 회고하는 형식으로 되어 있고, 그가 살면서 겪은 유명한 사건들을 거의 사실적으로 다루고 있다. 2025년 교양인 출판사에서 한국어판이 나왔다.  
"내 입에서 아랍어, 튀르크어, 카스티야어, 베르베르어, 히브리어, 라틴어 그리고 이탈리아어까지 들을 수 있는 것은 모든 언어, 모든 기도가 내게 속해 있기 때문이다. 하지만 나는 그 어느 것에도 속해 있지 않다."
이 작품에서 말루프는 레오 아프리카누스가 남긴 무수한 발자취나 여러 언어를 능숙하게 구사하는 재능에 주목하는 한편, 그의 정체성을 심도 있게 탐구한다. 그라나다에서 모로코, 카이로, 로마로 떠돌아 다니고, 이름, 종교, 언어, 국적을 바꿔야 했던 주인공의 삶은 문명 충돌의 시대에 어느 한 편에 서기를 강요당하는 개인의 고단한 처지를 적나라하게 보여준다.
윌리엄 세익스피어의 연극 《오셀로》의 등장인물 오델로가 레오 아프리카누스에 기반했다는 설도 있다.

## 참고
- Davis, Natalie Zemon (2007). 《Trickster Travels: a sixteenth-century Muslim between worlds》. New York: Hill and Wang. ISBN 0809094355.
- Fisher, Humphrey J. (1978). “Leo Africanus and the Songhay conquest of Hausaland”. 《International Journal of African Historical Studies》 11: 86-112.
- Hunwick, John O.  Leiden에서 작성. 《Timbuktu and the Songhay Empire: Al-Sadi's Tarikh al-Sudan down to 1613 and other contemporary documents》. 1999: Brill. ISBN 9004112073. Pages 272-291 contain a translation into English of Leo Africanus's descriptions of the Middle Niger, Hausaland and Bornu. Corresponds to Épaulard 1956 Vol II pages 463-481.
- Masonen, Pekka (2001). 《Leo Africanus: the man with many names》 (PDF). 《al-Andalus Magreb》 8-9판. 115-144쪽.
- Rauchenberger, Dietrich (1999). 《Johannes Leo der Afrikaner: seine Beschreibung des Raumes zwischen Nil und Niger nach dem Urtext》. Wiesbaden: Harrassowitz. ISBN 3447041722.
- Jean-Léon l'Africain (1956). 《Description de l'Afrique: Nouvelle édition traduite de l'italien par Alexis Épaulard et annotée par Alexis Épaulard, Théodore Monod, Henri Lhote et Raymond Mauny (2 vol)》. Paris: Maisonneuve. A scholarly translation into French with extensive notes.
- Leo Africanus (1600). 《A Geographical Historie of Africa, written in Arabicke and Italian. Before which is prefixed a generall description of Africa, and a particular treatise of all the lands undescribed. Translated and collected by J. Pory》. London: G. Bishop. The first translation into English.